# Hypogymnia imshaugii
Hypogymnia imshaugii är en lavart som beskrevs av Krog. Hypogymnia imshaugii ingår i släktet Hypogymnia och familjen Parmeliaceae.   Inga underarter finns listade i Catalogue of Life.